# 김삼도
김삼도(金三道, 1907년 ~ ?)는 일제강점기의 불교 승려이다. 법명은 우보(牛步)이며, 우영(宇英)이라는 필명도 사용했다.

## 생애
경상남도 양산 출생으로, 경성부의 경성제일고등보통학교를 졸업하고 양산 통도사에서 종무소 사무원으로 근무했다. 1930년 종교 연극인 포교극을 공연할 때 배우로 출연한 기록이 남아 있다.
1936년 제6회 졸업생으로 중앙불교전문학교를 졸업하고 일본으로 유학했다. 도쿄의 도요 대학 철학과에 입학하였고, 유학 기간 동안 조선불교도쿄유학생회에서 활동했다. 1939년 도요 대학을 졸업하고 귀국해 통도사 불교전수학교 교원이 되었고, 경남3본산종무협회 전무이사에 올랐다.
1940년 조선불교중앙교무원 기관지 《불교》의 편집인 겸 발행인이 되었는데, 중일 전쟁 전시 체제 하에서 이 잡지는 급격히 친일화하였다. 김삼도가 처음 편집한 《불교》 신20집 속표지에는 〈황국신민의 서사〉가 일본어로 실려있고, 권두언은 직접 집필한 〈황기 2600년을 맞이하여〉라는 제목의 친일 논설이다.
같은 해 창씨개명 정책이 실시될 때에도 〈'씨' 제도 창설의 문답〉이라는 글을 게재하여 불교 승려와 신도들에게 창씨개명 제도를 안내했다. 이 글에서는 창씨개명을 반드시 해야 한다고 강조하고 있다. 1941년 조계종 종단이 조선총독부의 조종으로 설립된 후 불교사 편집주임으로 발령받았다가 그해 말에 통도사로 돌아갔다.
김삼도가 《불교》를 담당하고 있던 만 2년간 기명 친일 시사문은 위의 두 편 외에 〈총후 우리들의 일상생활에 취하야〉까지 총 3편이 확인되었다.
광복 후인 1946년 경남교무원 교무부장에 취임한 것을 끝으로 행적이 알려져 있지 않다.
민족문제연구소가 2008년 발표한 친일인명사전 수록예정자 명단 종교 부문에 선정되었다.

## 같이 보기
- 통도사

## 참고자료
- 임혜봉 (2005년 3월 1일). 〈김삼도 : 불교를 총후보국지로 편집한 승려〉. 《친일 승려 108인》. 서울: 청년사. 398~406쪽쪽. ISBN 978-89-7278-384-8.